# Рыбные совы
Рыбные совы (лат. Scotopelia) — род птиц из семейства совиных. Иногда включается в состав рода филины (Bubo).

## Описание
Крупные или среднего размера совы без перьевых ушей.  Когти мощные, изогнутые и длинные. Ноги и пальцы голые. Маховые перья жесткие. Оперение рыхлое. Встречаются в лесах или лесных массивах поблизости рек и озёр. Все три вида питаются рыбой.

## Виды
В состав рода включают три вида, все обитают в Африке. Ни у одного из них не выделяют подвидов:
- Scotopelia bouvieri Sharpe, 1875 — Мраморная рыбная сова
- Scotopelia peli Bonaparte, 1850 — Полосатая рыбная сова
- Scotopelia ussheri Sharpe, 1871 — Красноспинная рыбная сова

## Галерея

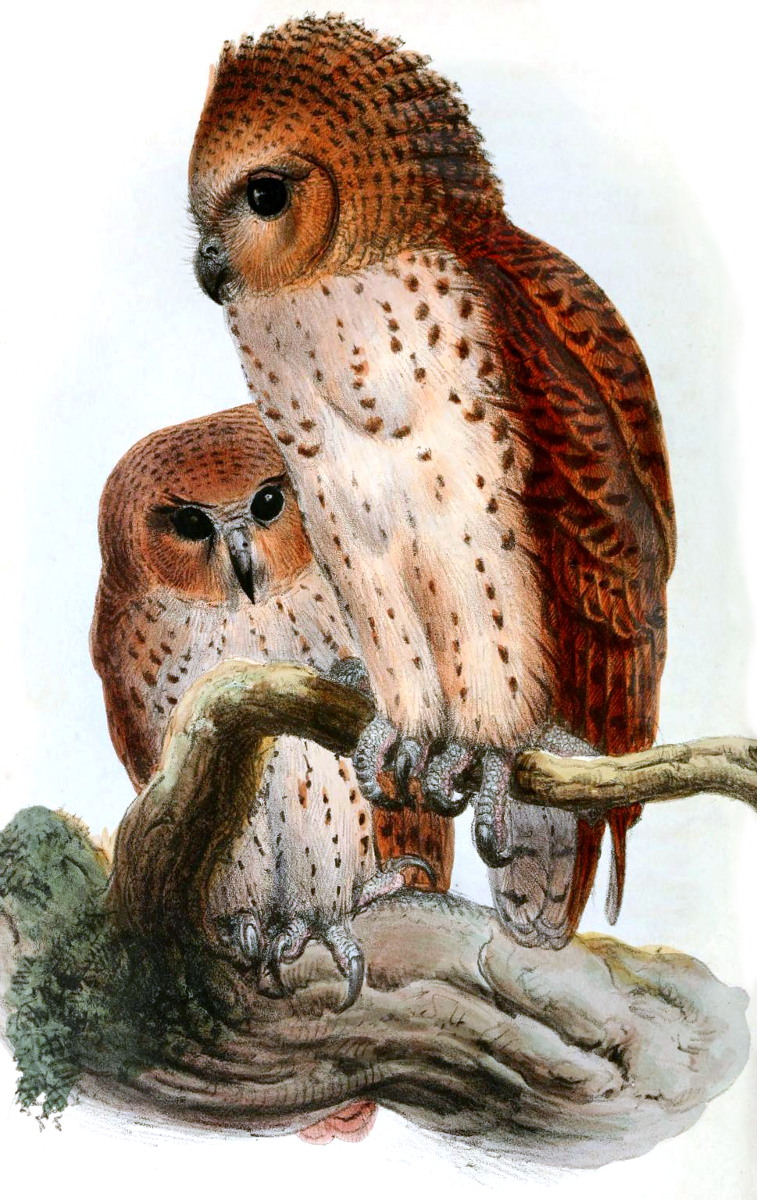
Полосатая рыбная сова
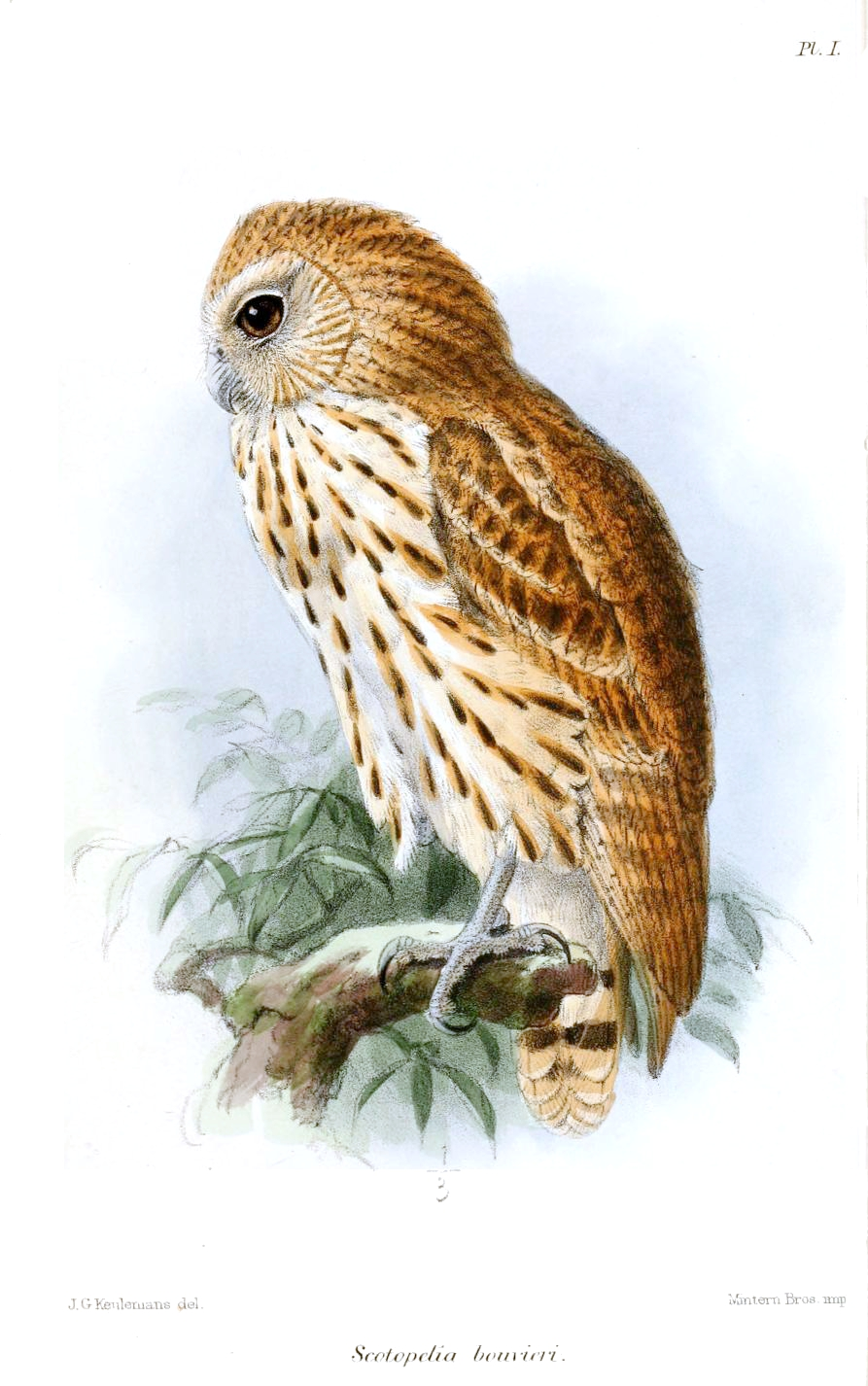
Мраморная рыбная сова
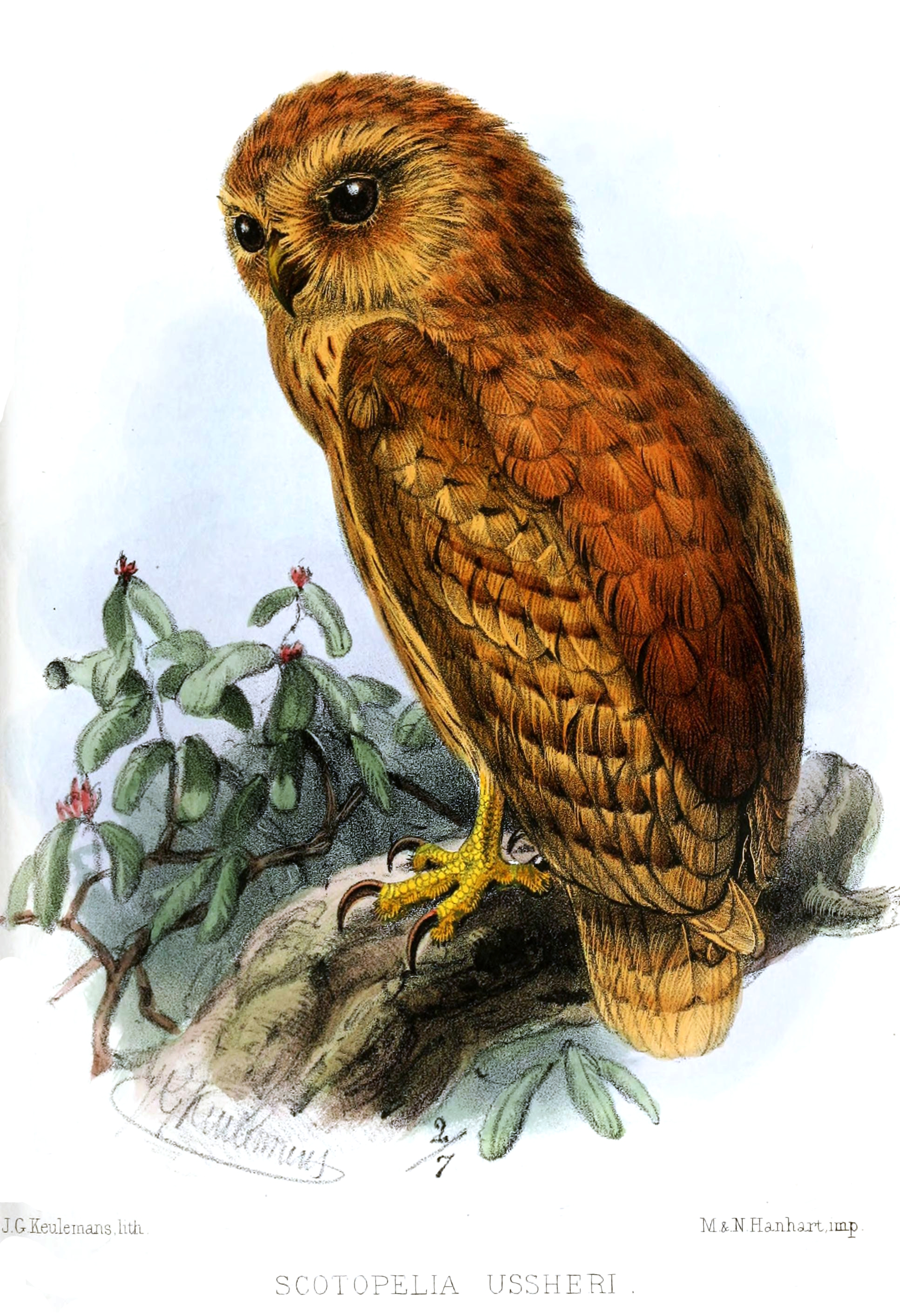
Красноспинная рыбная сова